# جون شاندلير (منافس ألعاب قوى)
جون شاندلير (بالإنجليزية: John Chandler) هو منافس ألعاب قوى جنوب أفريقي، ولد في 21 نوفمبر 1907، وتوفي في 1969.

## وصلات خارجية
- جون شاندلير على موقع اتحاد ألعاب الكومنولث (مؤرشف) (الإنجليزية)